# Nick Binger
Nicholas „Nick“ Binger (* 31. Januar 1982 in Delray Beach, Florida) ist ein professioneller US-amerikanischer Pokerspieler. Er ist zweifacher Braceletgewinner der World Series of Poker.

## Persönliches
Binger schloss die High School im Jahr 2000 ab und machte anschließend einen Bachelor in Chemie an der University of North Carolina at Chapel Hill. Danach zog er nach Europa, wo er Geschäftsleuten eines österreichischen Energieunternehmens Englisch beibrachte. Sein älterer Bruder Michael ist ebenfalls professioneller Pokerspieler. Binger lebt in Las Vegas.

## Pokerkarriere

### Werdegang
Während seiner Zeit in Europa begann der Amerikaner mit dem Spielen von Onlinepoker, wobei er sich zunächst auf Cash Games fokussierte. Seine erste Geldplatzierung bei einem Live-Turnier erzielte er Anfang Dezember 2006 im Hotel Bellagio am Las Vegas Strip. Ende Januar 2007 belegte Binger bei einem Turnier der Borgata Winter Open in Atlantic City den mit über 60.000 US-Dollar dotierten sechsten Platz. Im Juni 2007 war er erstmals bei der World Series of Poker (WSOP) im Rio All-Suite Hotel and Casino am Las Vegas Strip erfolgreich und kam bei vier Turnieren der Variante No Limit Hold’em in die Geldränge, u. a. belegte er den 165. Platz im Main Event. Das Main Event der World Poker Tour im Bellagio beendete Binger Mitte April 2008 auf dem 15. Platz und erhielt mehr als 130.000 US-Dollar. Im Juni 2008 erreichte er seinen ersten WSOP-Finaltisch und wurde dort Dritter, was ihm knapp 85.000 US-Dollar einbrachte. Mitte Juli 2009 setzte sich der Amerikaner bei einem Deepstack-Event im Venetian Resort Hotel am Las Vegas Strip durch und sicherte sich den Hauptpreis von knapp 380.000 US-Dollar. Bei der WSOP 2011 gewann Binger ein Turnier in Pot Limit Omaha Hi-Lo und erhielt ein Bracelet sowie sein bisher höchstes Preisgeld von knapp 400.000 US-Dollar. Anfang Juli 2015 saß er am Finaltisch des WPT500 im Aria Resort & Casino am Las Vegas Strip und belegte den mit über 160.000 US-Dollar dotierten vierten Rang. Im Juli 2020 setzte sich Binger unter dem Nickname samadhi bei einem Turnier der aufgrund der COVID-19-Pandemie ausgespielten World Series of Poker Online durch und erhielt mehr als 130.000 US-Dollar sowie sein zweites Bracelet. Seitdem blieben größere Turniererfolge aus.
Insgesamt hat sich Binger mit Poker bei Live-Turnieren mehr als 2 Millionen US-Dollar erspielt.

### Braceletübersicht
Binger kam bei der WSOP 31-mal ins Geld und gewann zwei Bracelets:
| Jahr   | Buy-in (in $) | Turnier                              | Teilnehmer | Preisgeld (in $) |
| ------ | ------------- | ------------------------------------ | ---------- | ---------------- |
| 2011 O | 5000          | Pot-Limit Omaha Hi-Lo 8 or Better    | 0352       | 397.073          |
| 2020 O | 0400          | WSOP.com – No Limit Hold’em 8-Handed | 2408       | 133.412          |